# Wacław Odyniec

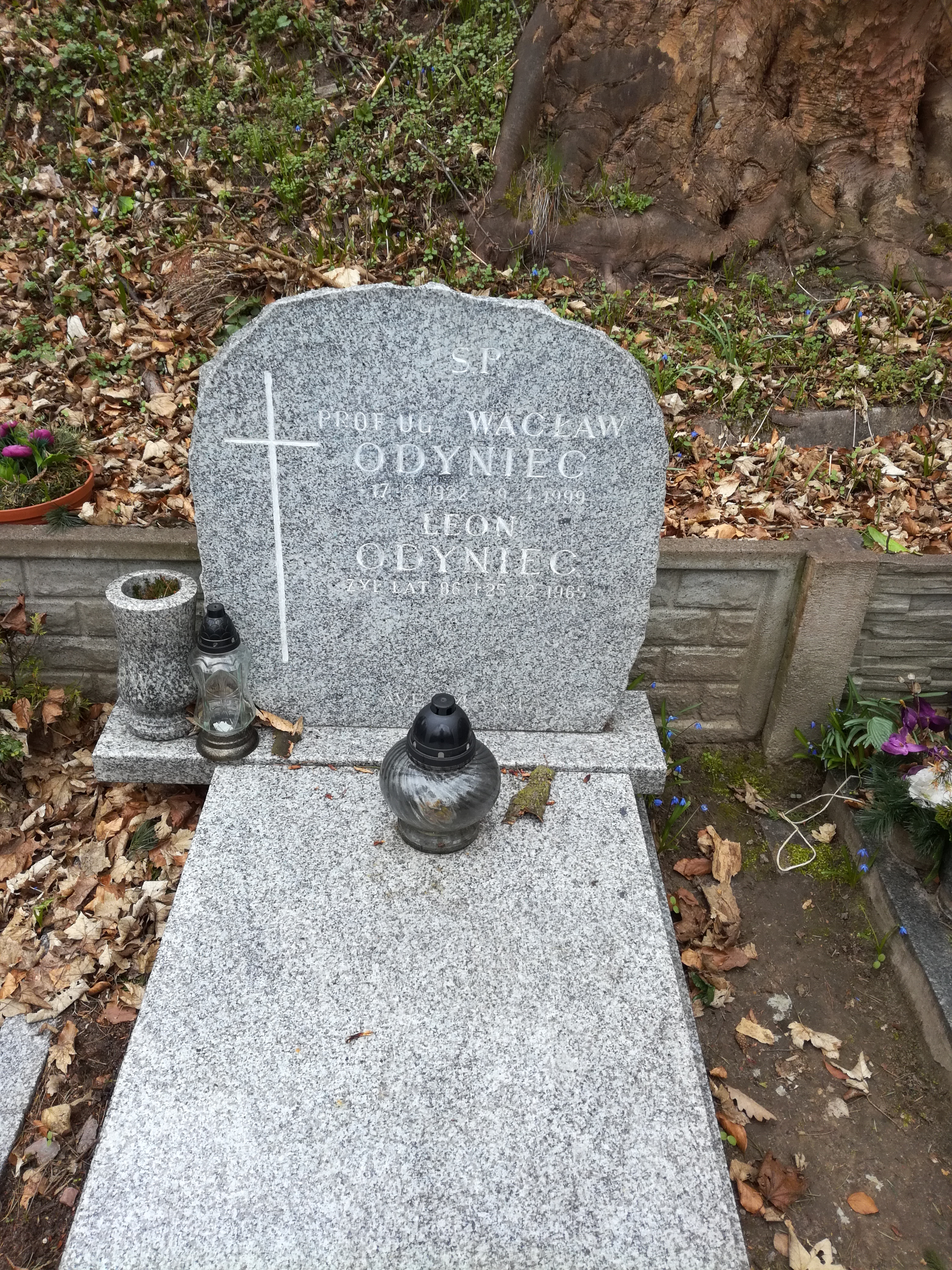
grób prof. Wacława Odyńca na cmentarzu Srebrzysko w Gdańsku

Wacław Odyniec (ur. 17 lutego 1922 w Wilnie, zm. 9 kwietnia 1999 w Tczewie) – historyk polski, profesor Uniwersytetu Gdańskiego, popularyzator dziejów Polski i Pomorza.

## Życiorys
Pochodził z rodziny ziemiańsko-inteligenckiej. Wychowywał się w majątku babki Dorże w powiecie oszmiańskim. Do szkół uczęszczał początkowo w Oszmianie, następnie w Wilnie, gdzie w 1939 uzyskał małą maturę, a dwa lata później zdał egzamin dojrzałości. Lata okupacji spędzał w Wilnie; po zajęciu miasta przez Rosjan jego matka została wywieziona do Kazachstanu, skąd nie powróciła. Wacław Odyniec pomagał początkowo ojcu w gospodarowaniu na pozostałościach majątku, potem, by uniknąć wywózki na roboty do Rzeszy, pracował w majątkach Ostlandu. Przystąpił także do konspiracji, od lutego 1944 był żołnierzem oddziału partyzanckiego Armii Krajowej (8 Oszmiańskiej Brygada AK), uczestniczył w walkach o Wilno w 1944.
W marcu 1945 podjął decyzję o repatriacji do Polski. W Toruniu zweryfikował swoje świadectwo maturalne i rozpoczął studia historyczne na Wydziale Humanistycznym Uniwersytetu Mikołaja Kopernika; już w grudniu 1946, po niespełna roku, studia połączył z zatrudnieniem na uczelni, jako młodszy asystent w Katedrze Historii Ziem Pomorza i Krajów Nadbałtyckich. Aktywnie uczestniczył w pracach Koła Historycznego. W listopadzie 1948 przeniósł się do Gdańska i został zatrudniony w charakterze asystenta w miejscowej Wyższej Szkole Pedagogicznej. W maju 1949 obronił na uczelni toruńskiej magisterium filozofii z zakresu historii, na podstawie pracy przygotowanej pod kierunkiem Karola Górskiego. Niezależnie od przeniesienia się do Gdańska kontynuował badania pod kierunkiem prof. Górskiego, który w 1960 był promotorem jego rozprawy doktorskiej – Starostwo puckie w latach 1546–1678 (Gdańsk 1961). Habilitację uzyskał na Uniwersytecie im. Adama Mickiewicza w Poznaniu w 1968, na podstawie ogólnego dorobku naukowego oraz rozprawy Położenie ekonomiczne i społeczne chłopów województwa pomorskiego w XVIII wieku (Gdańsk 1967).
Z Wyższą Szkołą Pedagogiczną w Gdańsku pozostał związany do końca istnienia tej uczelni (1970), pełniąc m.in. funkcję kierownika Katedry Historii Polski i Powszechnej XVI-XVIII wieku. Prowadził zajęcia również w Wyższej Szkole Ekonomicznej w Sopocie (1952–1970). Wraz z utworzeniem w 1970 Uniwersytetu Gdańskiego został pracownikiem tej uczelni i przez dwie kadencje – w latach 1970–1974 – był dyrektorem Instytutu Historii. Rada Państwa nadała mu w 1974 tytuł profesora nadzwyczajnego, a w 1986 – profesora zwyczajnego. W latach 1981–1984 Odyniec pełnił funkcję dziekana Wydziału Humanistycznego Uniwersytetu Gdańskiego, zasiadał też przez lata (do 1986) w Senacie uczelni. W Instytucie Historii kierował Pracownią Dziejów Pomorza i Krajów Nadbałtyckich. Na emeryturę przeszedł wraz z końcem roku akademickiego 1991/1992.
Zainteresowania naukowe Wacława Odyńca obejmowały przede wszystkim dzieje Pomorza oraz związki Polski z morzem. Poza rozprawą habilitacyjną do najważniejszych jego prac należały: pionierska synteza Dzieje Prus Królewskich. Zarys monograficzny (Warszawa 1972), sięgające etnografii historycznej Życie i obyczaje ludu pomorskiego w XVII i XVIII wieku (Gdynia 1966) oraz Kaszubskie obrzędy i obyczaje. Wstęp do etnografii historycznej Kaszub w XVI–XVIII wieku (Gdańsk 1985), Pomorze Gdańskie. Koncepcje obrony i militarnego wykorzystania od XIII wieku do roku 1939 (Warszawa 1982, z Jerzy Romualdem Godlewskim), Polskie dominium maris Baltici. Zagadnienia geograficzne, ekonomiczne i społeczne X–XVIII wieku (Warszawa 1982). Ponadto był redaktorem i współautorem syntetycznej pracy Dzieje Pomorza Nadwiślańskiego od VII wieku do 1945 roku (Gdańsk 1978). Nie ukazała się przygotowywana do druku monografia Wieś pomorska w XVII–XVIII wieku. Kilka prac Odyniec poświęcił osobie kardynała Stanisława Hozjusza. Jako współautor uczestniczył w opracowywaniu monografii miast pomorskich. Od połowy lat 80. XX wieku włączył do swoich badań związki Polski z kulturami wschodnimi, czego efektem były m.in. artykuły Ślady cywilizacji chińskiej w kulturze polskiej (w: „Miscellanea Antropologica et Sociologica”, Gdańsk 1992, nr 1), Znajomość Chin w Polsce XIII–XVIII wiek (w: „Developments in World. History studies”, Pekin 1989, nr 3, przekład chiński Huang Zhemin) czy Islam w Polsce (w: Tatarskie tradycje, Gdynia 1987). Bibliografia prac Wacława Odyńca za lata 1947–1993 obejmuje niemal dwieście pozycji. Pod jego kierunkiem powstało około 250 prac magisterskich oraz 7 prac doktorskich (wypromował m.in. Józefa Włodarskiego).
Współpracował z wieloma ośrodkami naukowymi w kraju, m.in. z Ośrodkiem Badań Naukowych w Olsztynie oraz Instytutem Historii olsztyńskiej Wyższej Szkoły Pedagogicznej. Był członkiem Polskiego Towarzystwa Historycznego (od 1946), Gdańskiego Towarzystwa Naukowego (od 1948), Towarzystwa Naukowego w Toruniu (od 1949). Wchodził w skład Rady Naukowej Muzeum Piśmiennictwa i Muzyki Kaszubsko-Pomorskiej w Wejherowie, przewodniczył Radzie Naukowej Uniwersytetu Trzeciego Wieku. Głosił pogadanki historyczne w radiu i telewizji.
W 1997 miasto Gniew nadało mu tytuł honorowego obywatela. Był odznaczony m.in. Krzyżem Armii Krajowej, Krzyżem Kawalerskim Orderu Odrodzenia Polski, Medalem 700-lecia miasta Pasłęka. Honorowe członkostwo nadała mu Liga Morska, a jako współpracownik Akademii Marynarki Wojennej w Gdyni otrzymał w formie wyróżnienia kordzik oficerski Marynarki Wojennej. Zrzeszenie Kaszubsko-Pomorskie wyróżniło go Medalem Stolema. Był ponadto laureatem nagród Ministra Nauki, Szkolnictwa Wyższego i Techniki oraz Ministra Obrony Narodowej.
Żonaty z Krystyną z domu Fiszer, miał syna Pawła (ur. 1950) i córkę Joannę Marię (ur. 1952). Zmarł nagle 9 kwietnia 1999 w Tczewie. Pochowany na gdańskim cmentarzu Srebrzysko (rejon  V, taras VII-1-38).

## Wybrane publikacje
- Życie i obyczaje ludu pomorskiego w XVII i XVIII wieku, Gdynia 1966.
- Ziemia sztumska (współautorzy: Roman Wapiński, Kazimierz Podoski), Wydawnictwo Morskie, Gdańsk 1968.
- Dzieje Prus Królewskich. Zarys monograficzny, Warszawa 1972.
- Ziemia pucka. Przeszłość i teraźniejszość (współautor: Jerzy Romuald Godlewski), Wydawnictwo Morskie, Gdańsk 1974.
- Polskie dominium maris Baltici. Zagadnienia geograficzne, ekonomiczne i społeczne X–XVIII wieku, Warszawa 1982.
- Pomorze Gdańskie. Koncepcje obrony i militarnego wykorzystania od XIII wieku do roku 1939 (współautor: Jerzy Romuald Godlewski) Warszawa 1982
- Kaszubskie obrzędy i obyczaje. Wstęp do etnografii historycznej Kaszub w XVI–XVIII wieku, Gdańsk 1985.